# リンダ・ヤッカリーノ
リンダ・ヤッカリーノ（Linda Yaccarino、1963年10月24日 - ）は、アメリカ合衆国の経営者。eMedのCEO。NBCユニバーサルの広告担当責任者、X社（「X〈旧・Twitter〉」サービスを行う企業）のCEOを歴任した。

## 経歴
イタリア系移民の両親のもと、ニューヨーク州ウェスト・ブレントウッドで育つ。1985年にペンシルベニア州立大学を卒業した。
ターナー・エンターテイメントに15年間勤務しており、広告販売担当執行副社長兼最高執行責任者に就任し、革新的な広告およびマーケティングソリューションの開発で重要な役割を果たした。2011年10月にNBCユニバーサルに入社した。NBCユニバーサルの広告担当責任者として、Peacockの立ち上げで主要な役割を果たした。
2014年、広告評議会に加わった。2018年、アメリカ合衆国大統領だったドナルド・トランプはヤッカリーノをスポーツ、フィットネス、栄養諮問委員会のメンバーに任命した。2021年1月に広告評議会の理事長に就任し、任期満了の2022年6月30日まで務めた。2021年の世界経済フォーラムでは、バイデン政権と提携し、ローマ教皇フランシスコをフィーチャーしたCOVID-19ワクチン接種キャンペーンを立ち上げた。
2023年5月12日、NBCユニバーサルの広告担当責任者を退任することを発表した。その後、X社の最高経営責任者（CEO）を引き継ぐことがイーロン・マスクから発表された。また、同時点でX社が運営するTwitter（2023年7月にXに変更）としては初の女性CEOである。同年6月5日に正式にCEOに就任した。2025年7月9日、XのCEOを退任すると発表した。
2025年8月5日、ヘルスケア企業eMedのCEOに就任した。

## 人物
夫はクロード・マドラゾ。子供が2人いる。